# ブレゲー (航空機メーカー)
ブレゲー（仏: La Société anonyme des Ateliers d'Aviation Louis Bréguet）はフランスに存在した航空機メーカーである。

## 歴史
フランス航空界の先駆者の一人ルイ・シャルル・ブレゲーが1911年に創業した。
ブレゲー 27、ブレゲー 521などの開発を経て、ブレゲーはフランス北部ノルマンディーのル・アーヴルと、西部ブルターニュのブゲネに工場を持っていた。
1936年のフランス政府による航空機メーカーの統合・国営化に伴い、ブレゲーのル・アーヴル工場はSNCAN ((Société Nationale de Constructions Aéronautiques du Nord：北部航空機製造公社) に統合され、ブゲネ工場はSNCAO (Société nationale des constructions aéronautiques de l'ouest：西部航空機製造公社) に統合された。しかしルイ・ブレゲーはラテコエールの工場を買収し、ブレゲー 690シリーズの製造をフランス降伏まで継続した。
戦後、メーカーとしてのブレゲーは復活しブレゲー デュポンなどの販売を行い、1971年にダッソー社と合併してダッソー・ブレゲー社になるまで存続した｡

## ブレゲーが生産した航空機
（ダッソーとの合併前）

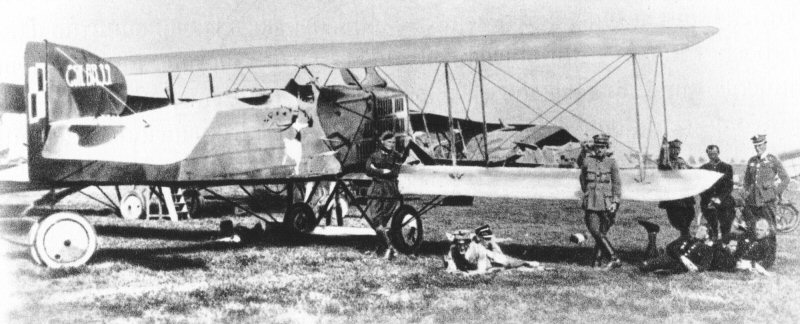
ポーランド空軍のブレゲー 14

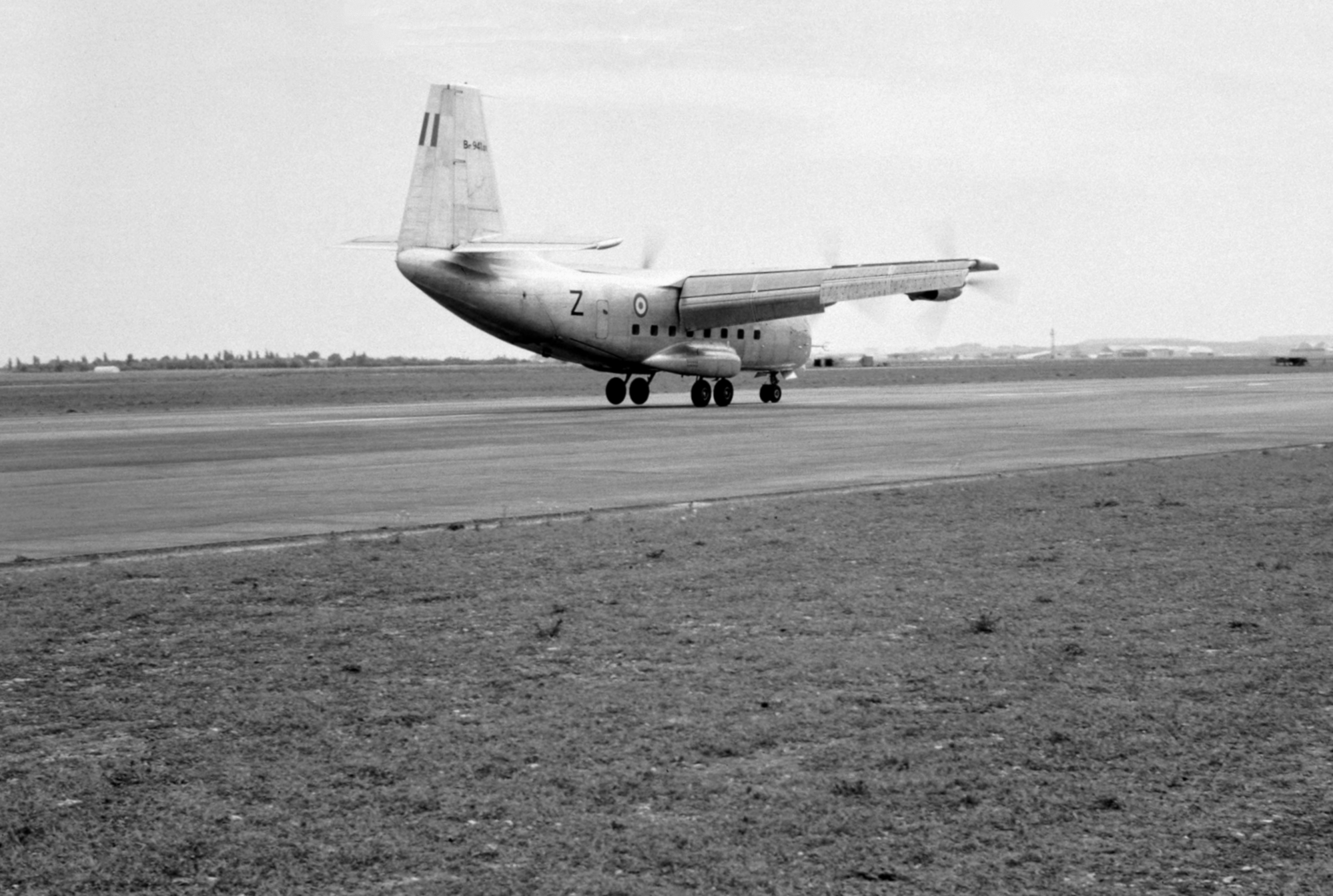
ブレゲー 941

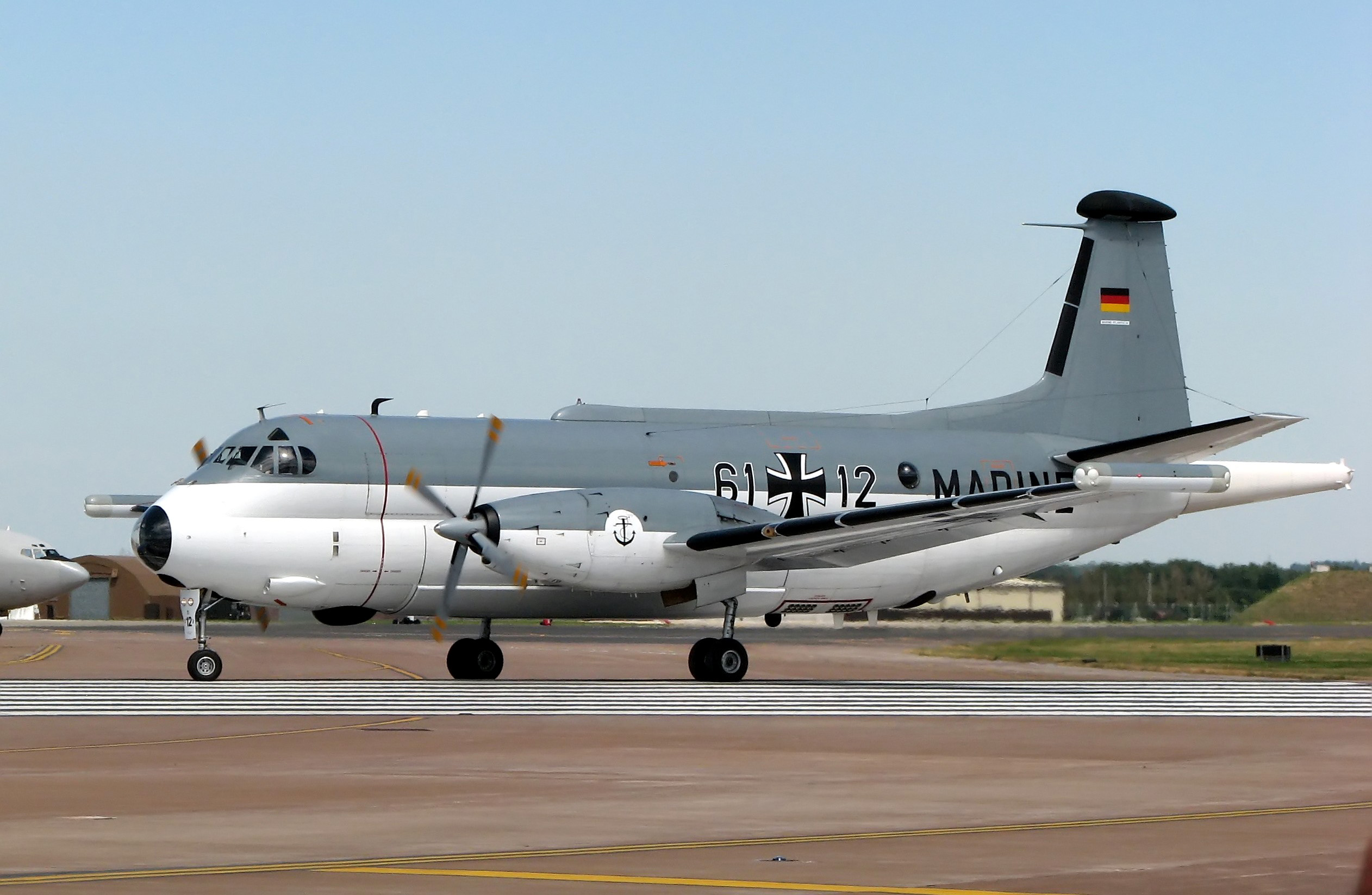
ドイツ海軍のアトランティック

- ブレゲー＝リシュ ジロプラーヌ （1907年） - 単発単座の試作ジャイロプレーン。2機。
- ブレゲー タイプ II （第一次世界大戦前） - 単発複葉軽飛行機。3車輪式降着装置。
- ブレゲー タイプ III （1910年） - タイプIIの拡大版。複座、ロータリーエンジン。
- ブレゲー タイプ R.U1 （1911年） - 単発複葉機。
- ブレゲー アエリドロプラーヌ （1913年） - 単発単座水上機。飛行せず。
- ブレゲー 4 （1914年） - 単発複座複葉爆撃機。推進式。
- ブレゲー 5 （1915年） - 単発複座複葉護衛戦闘機。ブレゲー 4のバリエーション。
- ブレゲー 6 （1915年） - ブレゲー 5のエンジン換装型。
- ブレゲー 12 （1918年） - ブレゲー 5の37 mm砲・サーチライト搭載の夜間戦闘機型。
- ブレゲー 14 （1916年） - 単発複座複葉爆撃機。
- ブレゲー 16 （1918年） - ブレゲー 14の拡大版爆撃機。
- ブレゲー 17 （1918年） - ブレゲー 14の縮小版戦闘機。
- ブレゲー 19 （1922年） - 単発複座複葉偵察機/軽爆撃機/スポーツ機。
- ブレゲー 26T （1926年） - 単発複葉旅客機（乗客8名）。
- ブレゲー 280T （1928年） - 26Tの胴体を空力的に洗練させたもの。
- ショート S.8 カルカッタ （1928年） - 3発複葉輸送機。15座。ライセンス生産。
- ブレゲー 27 （1929年） - 単発複座複葉偵察機。
- ブレゲー 270 （1929年） - 27の発展型。鋼鉄製降着装置使用。
- ブレゲー 393T（英語版）（1931年） - 3発複葉旅客機。
- ブレゲー 521 （1933年） - ショート S.8 カルカッタの改良型。長距離哨戒飛行艇。
- ブレゲー 530 サイゴン - 521の民間型。
- ブレゲー 690 （1938年） - 双発複座単葉の地上攻撃機/戦闘機。
- ブレゲー 730 （1938年） - 4発長距離飛行艇。
- ブレゲー ノーティラス（英語版） （1939年） - 単発飛行艇、試作のみ。
- ブレゲー デュポン （1949年） - 4発大型旅客機（2階建デッキ構造）。
- ブレゲー 890 メルキュール（英語版）  （1949年） - 4発旅客機/輸送機。試作のみ。
- ブレゲー ブルテュール （1951年） - 海軍用双発複座対潜機。ジェット/ターボプロップ複合動力。
- ブレゲー アリゼ （1956年） - 海軍用単発3座対潜機。ターボプロップ。
- ブレゲー 1001 タン （1957年） - 単発単座ジェット戦闘攻撃機、試作のみ。
- ブレゲー 1100（英語版）  （1957年） - 単発単座ジェット戦闘攻撃機、試作のみ。
- ブレゲー 941 （1961年） - 4発STOL輸送機。ターボプロップ。
- ブレゲー アトランティック （1961年） - 海軍用双発哨戒機。ターボプロップ。